# Milonga
A milonga argentin népzene és tánc. A milonga szó úgyszintén jelent egy táncestet is, ahol tangót, milongát és valsot lehet táncolni. A műfaj a gaucho kultúrából ered. Két változata ismeretes, az egyik a milonga campera vagyis mezei milonga, amit hívnak még pampai vagy délvidéki milongának is. Másik, késői változata a milonga ciudadana vagyis városi milonga, ezt 1931-ben Sebastián Piana teremti meg Milonga sentimental című dalával.

## Etimológia

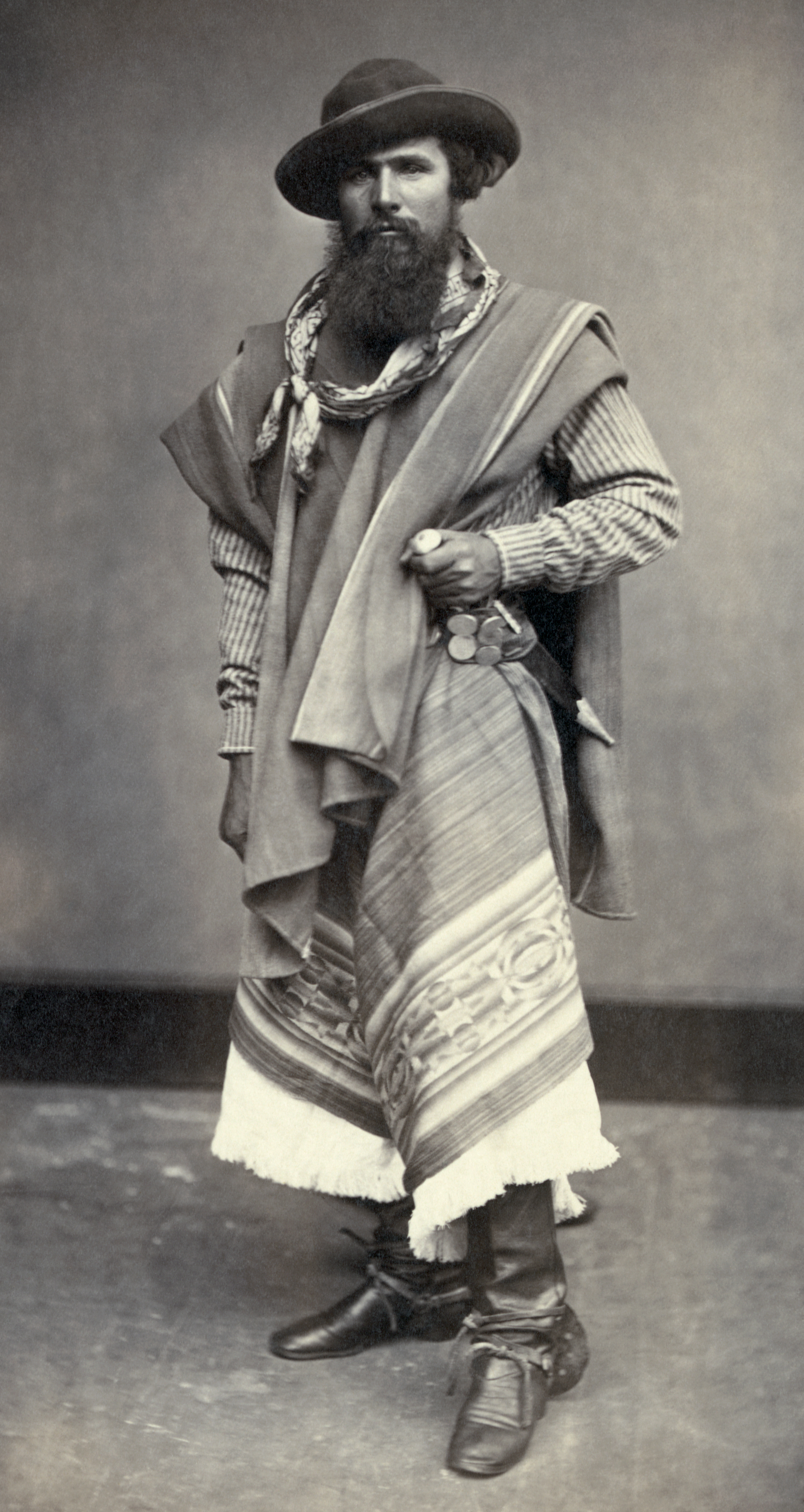
Argentin gaucho (1868)

A milonga jelentése a kimbundu nyelvben „szavak”, tágabb értelemben pedig „fecsegés, szószátyárság” (ami nagyon jól illik a gauchók gitárkísérettel előadott dalaira, az ú.n. payadákra). A kimbundu igen elterjedt törzsi nyelv a nyugat-afrikai Angolában élő bantuk körében. Az ország korábban portugál gyarmat volt, az innét Brazíliába, Argentínába és Uruguayba behurcolt rabszolgák közül pedig sokan a kimbundu nyelvet beszélték.
Erre vonatkozóan Hugo Corradi Buenos Aires-i történész közölt lényeges információt. Corradi ezt írja: „...miután Justo José de Urquiza legyőzte Juan Manuel de Rosast a caserosi csatában (1852), az Ejército Grande brazil katonái azzal keltettek meglepetést a Buenos Aires-ikben (jobban mondva a Santos Lugares de Rosas-i táborhelyen és fogházban lévő emberekben), hogy kreol jellegű, tréfás vagy bíráló hangnemű dalokat énekeltek, amelyeket ők maguk »milongáknak« hívtak”. Valószínű, hogy az argentinoknak ezek az elejétől végéig ugyanarra az ismétlődő melódiára énekelt hosszú románcok talán csak érthetetlen „fecsegésnek” tűntek. Sellos így folytatja: „Annyi bizonyos, hogy az elnevezés megmaradt és ettől fogva maguk a helybéliek is milongának kezdték hívni azokat a kreol parasztnótákat, amiket énekeltek”.

## Történet

### Milonga campera
A milonga eredete vitatott. Annyit lehet tudni, hogy folytonos ritmikája afrikai eredetű, továbbá hogy hatással voltak rá európai és kreol táncok, amelyek Buenos Airesen és Montevideón át különböző utakon érkeztek főleg Peruból, Spanyolországból, Brazíliából és Kubából. Jellemző a korra, hogy a műfajok oda-vissza vándorolnak Európa és Amerika között és közben állandóan változnak és adaptálódnak az egyes régiókban.
Hasonló ritmusú, mint a chamarrita, a chorro, a candombe vagy a habanera. Feltételezhető, hogy adott át elemeket a tangónak, ami később a milonga önálló alműfajává vált.
A milonga camperában, amit kezdetben csak énekeltek, de később koreográfia is társult hozzá, az ősi pampa hangja szól. Az 1880-as évek végén színdarabokban is megjelent. Ám az eddig vezető út hosszú volt.
Andalúziában, Arcos de la Frontera tartomány területén a XII. században jelenik meg az a stílus, amely talán a milonga legrégebbi előfutára lehetett. Rendre hatnyolcados és háromnegyedes ütem váltja benne egymást, mint a híres Gerineldo románca egyik verziójában. Ennek a ritmusképletnek a későbbi, alternatív változata a sarabande (XVI. sz.) illetve közvetlen leszármazottja a tirana (XIII. sz.).
A tirana – a zarzuela előfutára – eljutott Kubába, ahol folytatta fejlődését és helyi elemeket öltött magára, a neve pedig „gaujira” lett (a szigetországban a parasztasszonyokat hívják így). Az immár guajira nevű parasztzene Andalúziába visszajutva (Puerto de Palos vidékén, ahol a korabeli Spanyolország legnagyobb kikötője volt) keveredik a flamencóval és végül ez a változat érkezik meg Buenos Aires városába, ez 1820 és 1830 között lehetett.
Buenos Aires korabeli zene életéről José Antonio Wilde (író, az argentin hadsereg orvosa, részt vett a caserói csatában) ad jó leírást: „a cielo, a décima és a yaraví helyét egyre inkább sajátos stílusú, nagyon kecses spanyol dalok vették át”.
Az új zenei műfaj a pampák vidékén gyorsan népszerűvé vált. 1854-ben már annyira kedvelt volt, hogy Josué Teófilo Wilkes y Blanco így ír róla: „...a cielo és a media caña ideje lejárt. Helyét a milonga vette át...” A műfaj népszerűségét bizonyítja, hogy 1860-ra „...úgy tűnik, Argentínában megsokszorozódott a milonga énekesek száma”, idézi Vicente Gesualdo Sañudo Autrán kijelentését.
E népszerűség ellenére úgy tűnik, hogy az argentin pampák lakói számára furcsa volt ez a ritmus (ami teljesen megszokott a flamenco gitárosoknak), ezért a hatnyolcadot kétnegyedes ütem váltotta fel. Ezt Josué Teófilo Wilkes y Blanco is megerősíti, hozzátéve, hogy ez a változás az 1870-től 1880-ig tartó évtizedben játszódott le. Így született a tipikus pampai milonga.
Valamikor a XIX. század végén néhány zenésznek az az ötlete támadt, hogy táncestélyeken (ld. a milonga másik jelentését) milongát játsszanak. Amikor az eredetileg csak énekelt és melódiájában kevéssé változatos milongából tánczene lett, a zenészek – mivel már nem kötötte őket a dalszöveg – díszítésekkel látták el, szabad utat adva zenei találékonyságuknak. Ezt a főleg instrumentális milongát (szemben az énekelt pampai paraszt milongával, mely továbbra is fennmaradt) tangónak is hívták. Tulajdonképpen ezek voltak a régi tangó milongák.
A tangó milongákra már 1880 és 1890 között keletkeztek zongora átiratok. Ez az akkor nagyon kedvelt ritmus keveredett a későbbi tangót megelőző andalúziai tangó ritmusával, bár a tangóra más stílusok is hatottak, úgymint a habanéra, a candombe, a vals, stb. Így válik érthetővé, hogy a tangón nyomott hagyott a milonga campera. Ezt követően jön majd létre a városi milonga.
A minden idők legjobb payada énekesének tekintett afroargentin Gabino Ezeiza volt az első, aki milonga ritmusra énekelt payadát. Ő is azon a véleményen volt, hogy a pampai milonga az ősi afrikai ritmusú candombéból ered.

#### A milonga campera főbb képviselői
Uruguayban Alfredo Zitarrosa volt a milonga legjelesebb előadója, Argentínában pedig Atahualpa Yupanqui, Argentino Luna és José Larralde.

### Milonga ciudadana

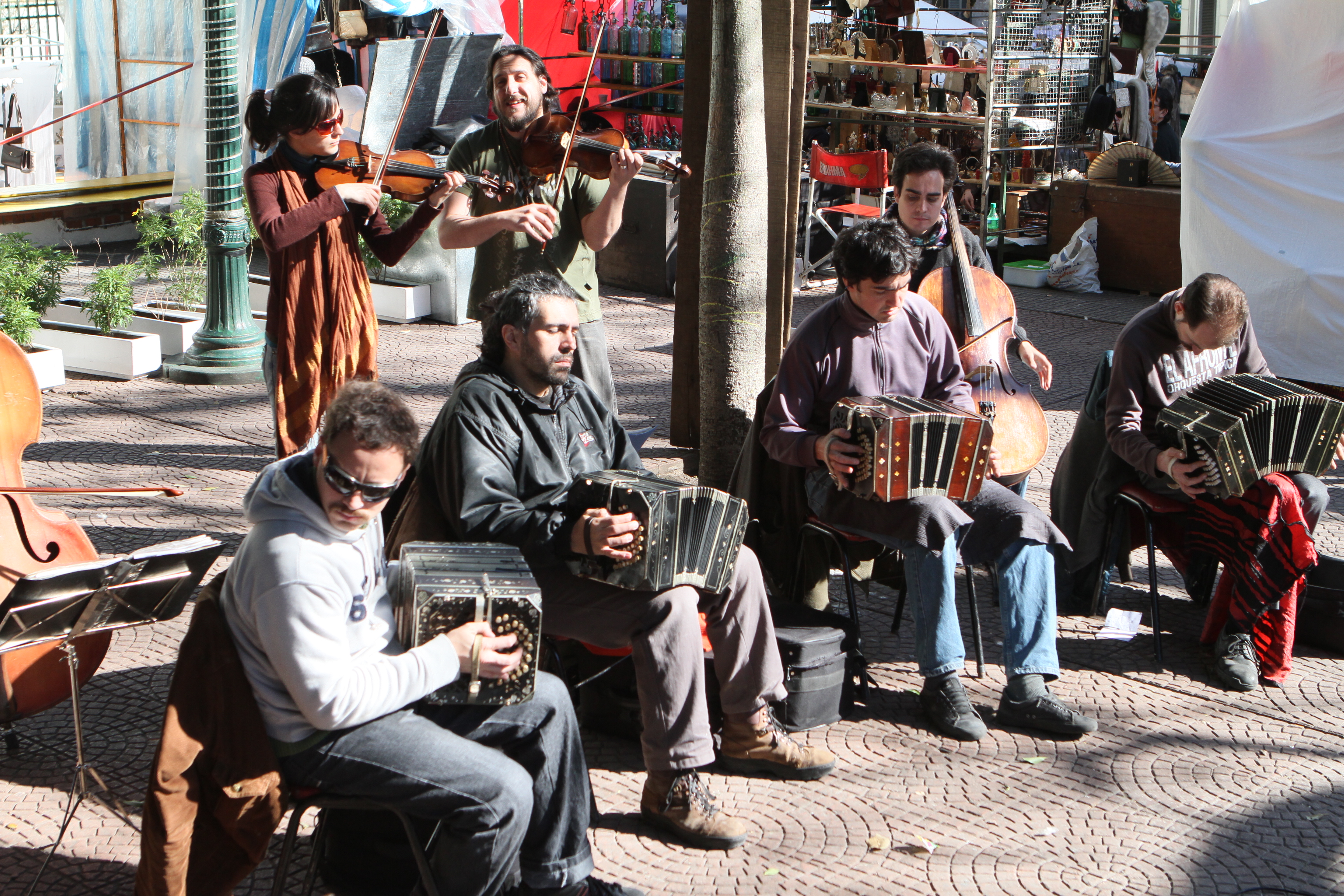
Milonga együttes Buenos Airesben

A milonga ciudadana (városi milonga) 1931-ben jelenik meg, amikor Homero Manzi dalszövegére Sebastián Piana megkomponálja Milonga sentimental című dalát. A szerző a milonga campera fentebb említett zongoraátiratainak a partitúráiból merített. Sebastián Piana dalát Juan D’Arienzo hangszerelte zenekarra. A milonga camperának ez a könnyedebb változata vert gyökeret a városban, innét ered a városi milonga elnevezés.

#### Eltérések a tangótól
Habár a milonga és a tangó is kétnegyedes vagy négynegyedes ütemű, a tangó egyenletes ritmusával szemben a milongát szinkópák jellemzik, jellemzően 3+3+2 hangsúlyozású szerkezetben: [1] 2 3 [4] 5 6 [7] 8.
 A milongák szövege gyakran pikareszk jellegű.

#### Borges és a milonga
Jorge Luis Borges argentin író egy alkalommal azt mondta, hogy jobban kedveli a milongát a tangónál, mert nem annyira melankolikus. Borges írta a Jacinto Chiclana című milongának a szövegét, amelyet Astor Piazzolla zenésített meg.

## A milonga alműfajai
1931-től kezdve, amikor megjelent a tangóhoz kötődő új városi forma, az eredetit mezei vagy pampai milongának nevezték, míg az új változat a városi milonga nevet kapta. A kettő között számos alváltozat található.
A fentebb leírtak alapján érthető, hogy a milongának sok alfaja létezik. A városi milongának vannak négysoros és tízsoros versszakokra énekelt formái, soronként nyolc szótaggal. Van még az úgy nevezett milonga candombe alváltozat is. Az argentin milongán kívül különböző ritmusú és gyorsaságú variánsai fordulnak elő Uruguayban és Brazília Río Grande do Sul államában. Andalúziában ismert a milonga flamenca változat, ez a XIX. század végén alakult ki az argentin milongából Pepa de Oro és testvérének közreműködése révén. A testvérek egy ideig Juan Junquerával dolgoztak együtt Argentínában, ott ismerték meg a ritmust, majd Spanyolországba visszatérve adaptálták a műfajt.

## Társműfajok
A milonga rokon műfajai a candombe, a tangó és a habanera. Ezen túlmenően a milonga a kaani nevű tánccal együtt szerepet játszott a tipikusan patagóniai ritmusú chorrilera kialakulásában.
Létezik még egy régi uruguayi változat is, az úgynevezett milongón, ez csak Montevideóban terjedt el.

## Fordítás
- Ez a szócikk részben vagy egészben  a   Milonga_(música) című spanyol Wikipédia-szócikk ezen változatának fordításán alapul.  Az eredeti cikk szerkesztőit annak laptörténete sorolja fel. Ez a jelzés csupán a megfogalmazás eredetét és a szerzői jogokat jelzi, nem szolgál a cikkben szereplő információk forrásmegjelöléseként.